# 氷川神社 (さいたま市南区南本町)
氷川神社（ひかわじんじゃ）は、埼玉県さいたま市南区の神社。

## 歴史
創建年代は不明である。ただ江戸時代初期に火災に遭い、これまでの記録を失ってしまったという由緒から、その頃までには既に存在していたものと推測される。「華徳院」が別当寺であった。華徳院は真言宗の寺院であったが、明治初期の神仏分離により、廃寺に追い込まれた。
1873年（明治6年）、近代社格制度に基づく「村社」に列せられ、1908年（明治41年）の神社合祀により、周辺の7社が合祀された。明治期の神職は神道大成教を立教した平山省斎の門下生の青田彦七郎であった。
当社には、かつて雉子が住み着いていたことから、「雉子の氷川様」と呼ばれていた。

## 文化財
- 大谷場氷川神社本殿（さいたま市指定有形文化財 平成3年4月30日指定）[2]
- 大谷場氷川神社のユリノキ（さいたま市指定天然記念物 平成8年3月1日指定）[3]

## 交通アクセス
- 南浦和駅より徒歩3分。